# Pictocolumbella ocellata
Pictocolumbella ocellata, tên tiếng Anh: lightning, là một loài ốc biển, là động vật thân mềm chân bụng sống ở biển trong họ Columbellidae.

## Miêu tả
Loài này có kích thước giữa 13 mm and 20 mm

## Phân bố
Chúng phân bố ở Ấn Độ Dương dọc theo Madagascar và miền tây Thái Bình Dương

## Hình ảnh

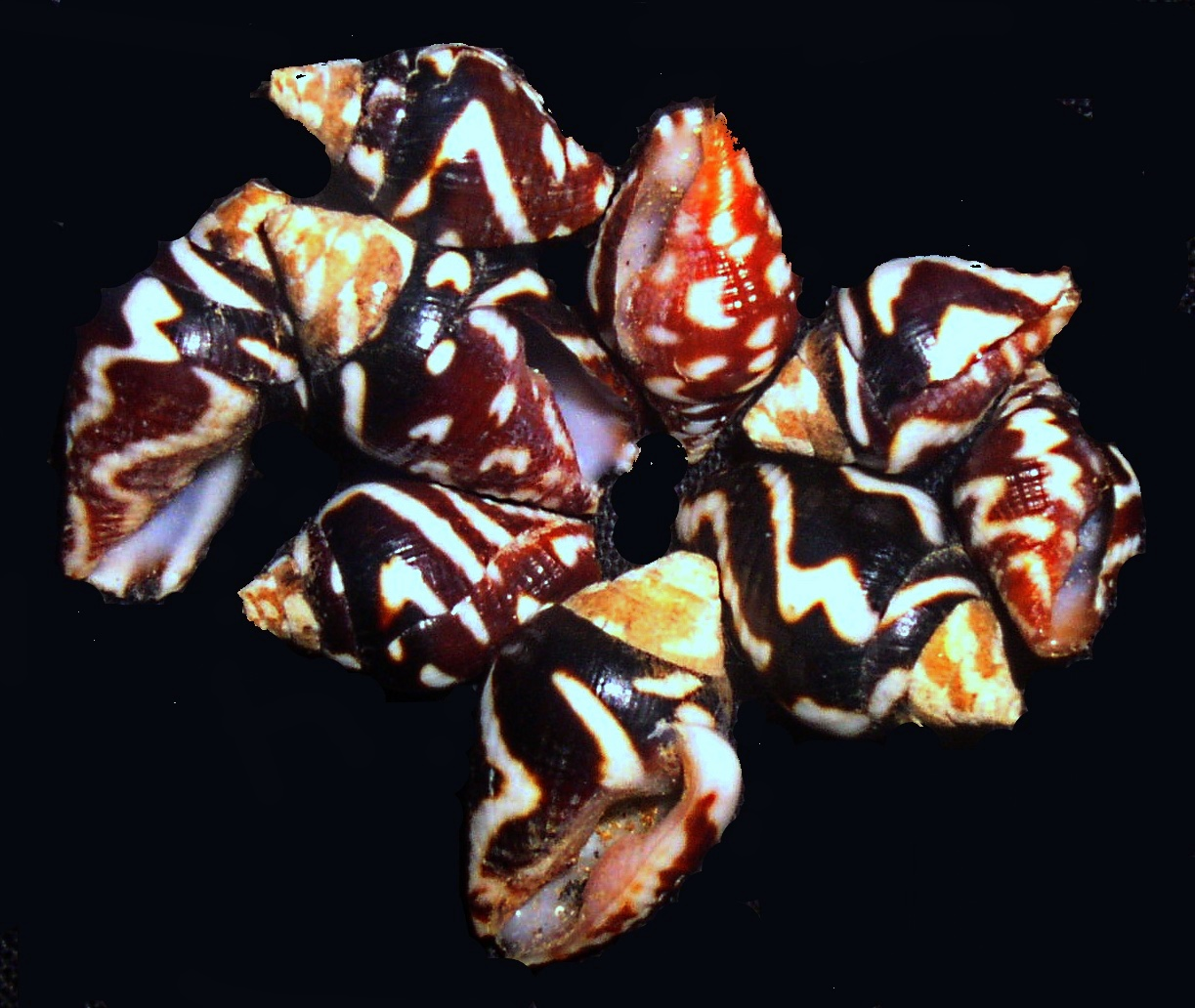
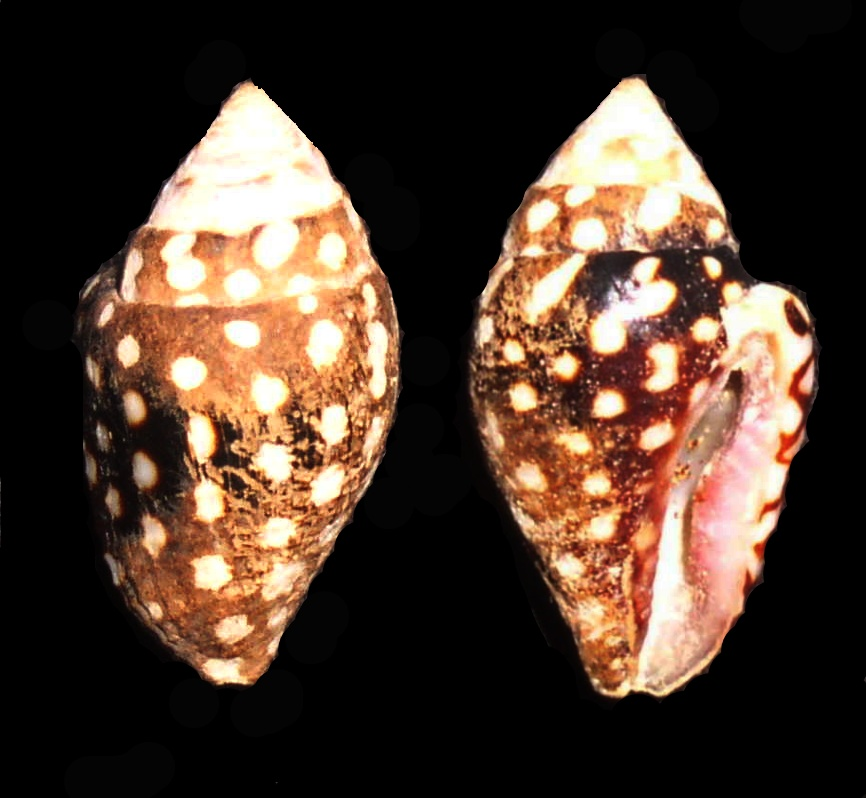